# Zhang Yufei
Zhang Yufei (født 19. april 1998) er en kinesisk svømmer.
Hun repræsenterede Kina under sommer-OL 2016 i Rio de Janeiro, hvor hun sluttede på en 6. plads i svømning under 200 meter 
Hun vandt guld på 200 meter butterfly og med stafetholdet i 4×200 m  under sommer-OL 2020 i Tokyo. Desuden vandt hun også sølv i 100 meter butterfly og med stafetholdet i 4×100 m medley.